# Bzghon
Bzghon är ett berg i Armenien.   Det ligger i provinsen Vajots Dzor, i den södra delen av landet, 100 kilometer sydost om huvudstaden Jerevan. Toppen på Bzghon är 2 288 meter över havet.
Terrängen runt Bzghon är huvudsakligen lite bergig. Runt Bzghon är det ganska glesbefolkat, med 48 invånare per kvadratkilometer.. Närmaste större samhälle är Vayk', 19,3 kilometer nordost om Bzghon. 
Trakten runt Bzghon består i huvudsak av gräsmarker.